# نیروگاه هسته‌ای لایب‌اشتات
نیروگاه اتمی لایب‌اِشتات (به انگلیسی: Leibstadt) پنجمین، تازه‌ترین و بزرگترین مرکز اتمی و نیروگاه هسته‌ای کشور سوئیس است  که در ۱۵ دسامبر ۱۹۸۴ آغاز به کار کرد.
این نیروگاه از نوع راکتور آب جوشان با ظرفیت تولید ۱۱۹۰ مگاوات است.

## تاریخچه
پروژه ساخت این نیروگاه یک پروژه قدیمی بود که در سال ۱۹۶۴ برای ساخت یک نیروگاه اتمی با قدرت ۶۰۰ مگاوات  که در ابتدا آب رودخانه برای سیستم خنک‌کننده در نظر گرفته شده بود که این سیستم خنک‌کننده را شورای فدرال سوئیس در سال ۱۹۷۱ رد کرد و برای همین پیشنهاد ساخت برج خنک‌کننده مورد توجه قرار گرفته و پذیرفته شد و قدرت تولید این نیروگاه نیز از ۶۰۰ مگاوات به ۹۰۰ مگاوات افزایش یافت.
در سال ۱۹۸۴ کار ساخت این نیروگاه آغاز شد و پس از ۱۱ سال دوره ساخت این نیروگاه، بعلت بروز حادثه تری مایل آیلند در ۲۸ مارس سال ۱۹۷۹ مقررات ایمنی تازه‌ای به اجرا درآمد و همین باعث شد که کار تکمیل این نیروگاه چندین سال به تعویق بیافتد.
بودجه در نظر گرفته شده برای ساخت این پروژه در ابتدا ۲٬۰۰۰٬۰۰۰٬۰۰۰ فرانک سوئیس بود که این مبلغ پس از اتمام پروژه به بیش از ۵٬۰۰۰٬۰۰۰٬۰۰۰ فرانک سوئیس رسید.
نیروگاه اتمی لایب‌‌اشتات در منطقه آرگووی در محل برخورد رود آر (به فرانسوی: Aar) و رود راین در سوئیس قرار دارد. این مرکز مجهز به راکتور آب جوشان و یک برج خنک کننده است و قدرت تولید برق آن از زمان آغاز به کار در چند مرحله دگرگون شده‌است.
- ۹۹۰ مگاوات تا آخر سال ۱۹۹۴
- ۱۰۳۰ مگاوات تا ۳۰ اکتبر ۱۹۹۸
- ۱۰۸۰ مگاوات تا ۱۵ سپتامبر ۱۹۹۹
- ۱۱۱۵ مگاوات تا ۱۰ اکتبر ۲۰۰۰
- ۱۱۴۵ مگاوات تا ۲۵ اوت ۲۰۰۲
- ۱۱۶۵ مگاوات از ۲۵ اوت ۲۰۰۲

در سال ۲۰۰۶، این مرکز مقدار ۹۳۶۷ گیگاوات‌ساعت تولید کرد که برابر ۳۵.۷ درصد تولید برق (از انرژی اتمی) در سوییس است.
از زمان راه اندازی تا آخر اکتبر ۲۰۱۰ مقدار خالص تولید برق این نیروگاه به ۱۶۷٬۲۴۲٬۲۰۹ مگاوات در ساعت رسید.
بخار تولید شده از این مرکز به بعضی کارخانجات ارائه می‌شود.
این نیروگاه متعلق به (Leibstadt AG (KKL  است که خود متشکل از هفت شرکت انرژی سوئیسی می‌باشد:
1. Alpiq SA—27,4%
2. Axpo SA—22,8%
3. Électricité de Laufenbourg SA (EGL) -- 16,3%
4. Forces Motrices de la Suisse Centrale (CKW) -- 13,6%
5. BKW FMB Participations SA—9,5%
6. Aargauer of power stations AG (AEW energy AG) -- 5,4%
7. Alpiq Suisse SA—5%

مدیریت این نیروگاه در اصل در دست EGL) Elektrizitätsgesellschaft Laufenburg ) بود اما با ورود AXPO گروه AXPO مستقر شد و به این ترتیب  ابتدا NOK مدیریت این نیروگاه را بعهده گرفت و تا ۳۱ دسامبر ۲۰۱۱ مدیریت این نیروگاه در دست شرکت Kernkraftwerk Leibstadt AG یا به صورت مخفف KKL می‌باشد با مدیریت عاملی شرکت AXPO.

## امنیت
در سال ۲۰۰۳ یک فعال صلح سبز (به انگلیسی: Greenpeace) توانست بدون اینکه دیده شود از گنبد بتنی این مرکز بالا برود و با این کار ضعف امنیتی این مرکز نشان داده شد.

## نگارخانه

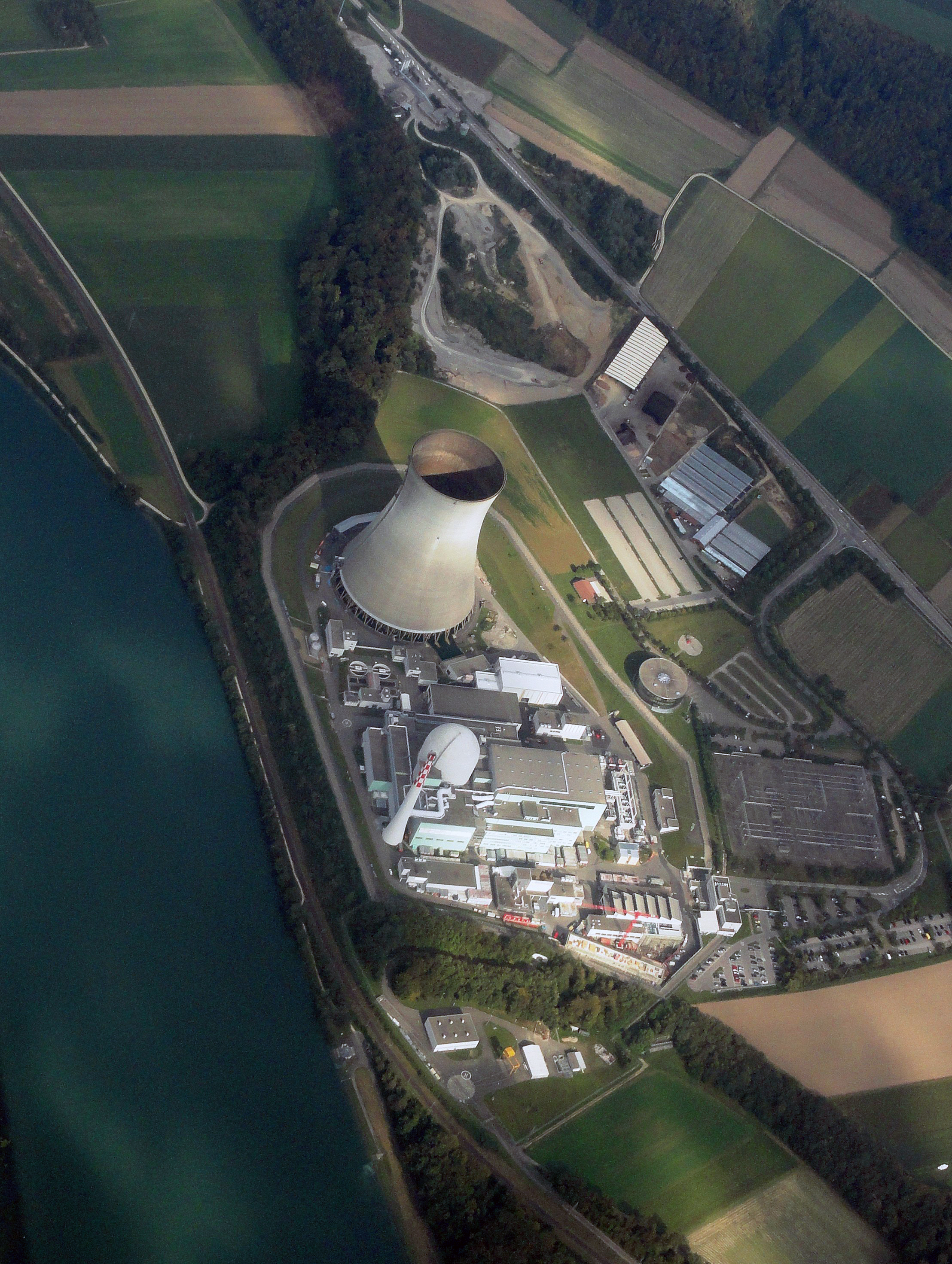
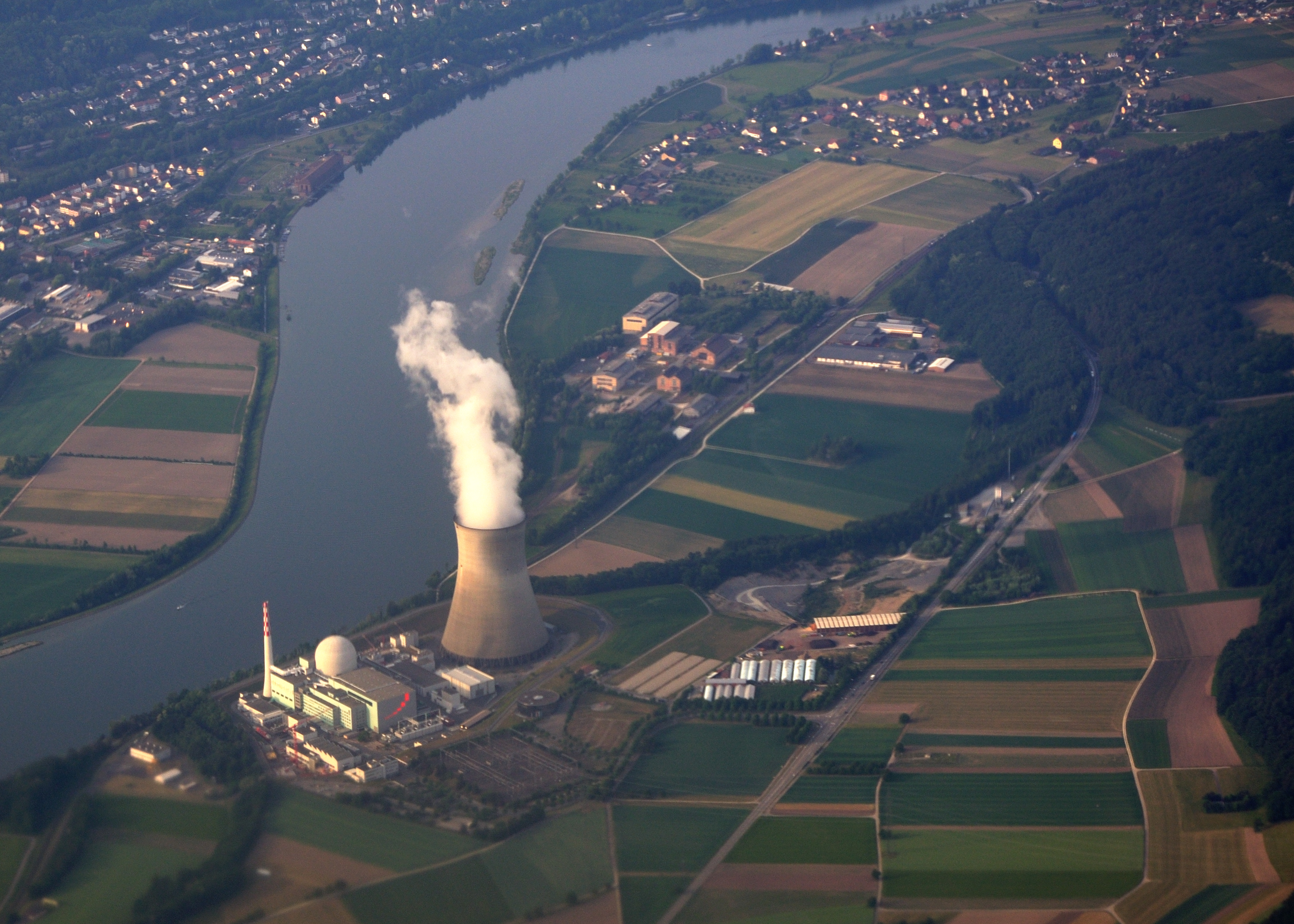
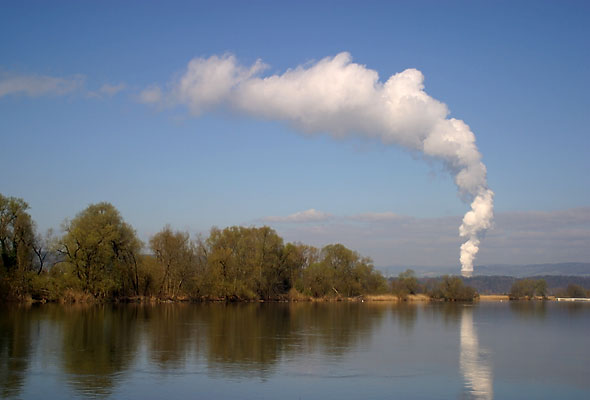
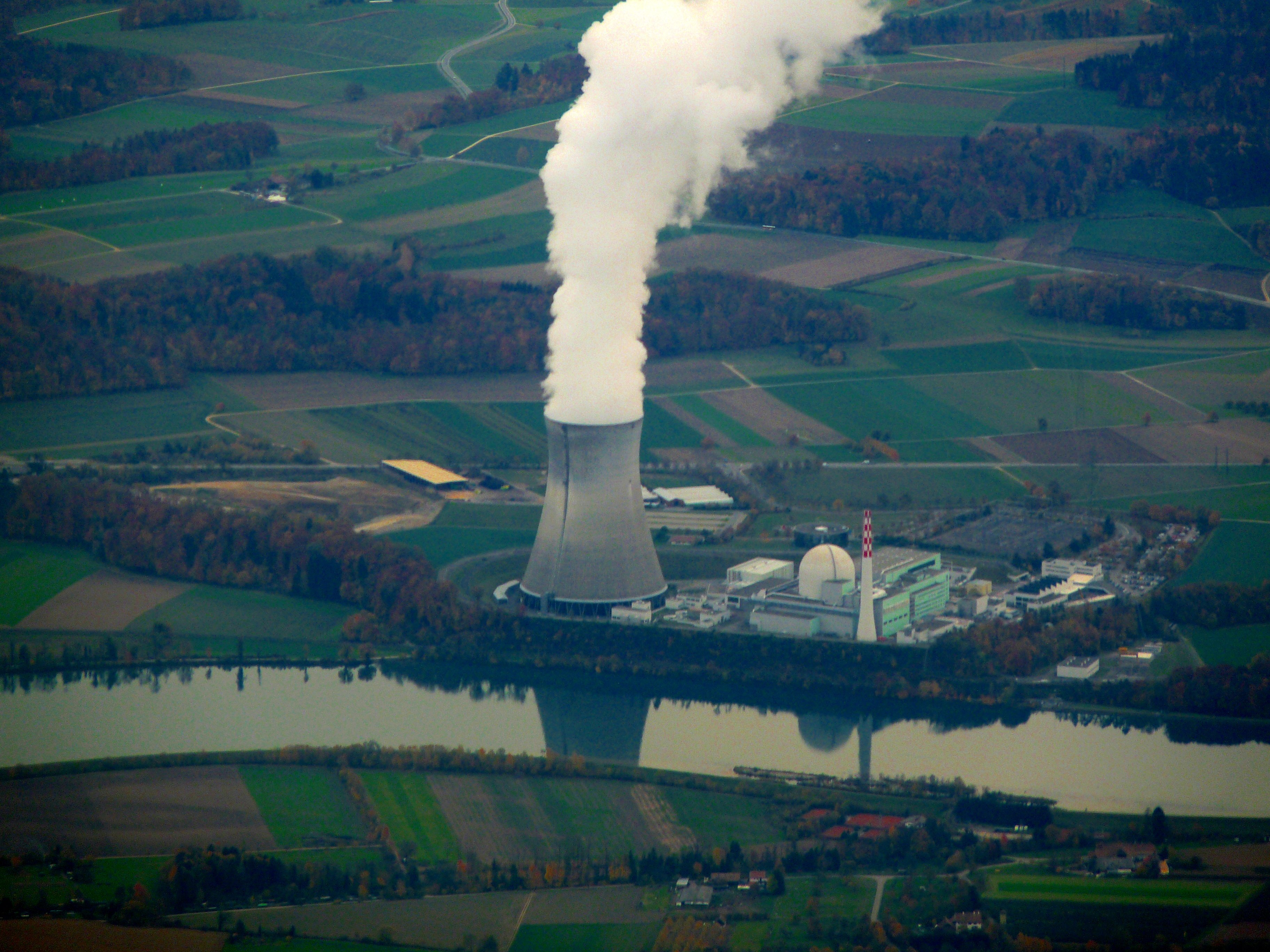